# Zered

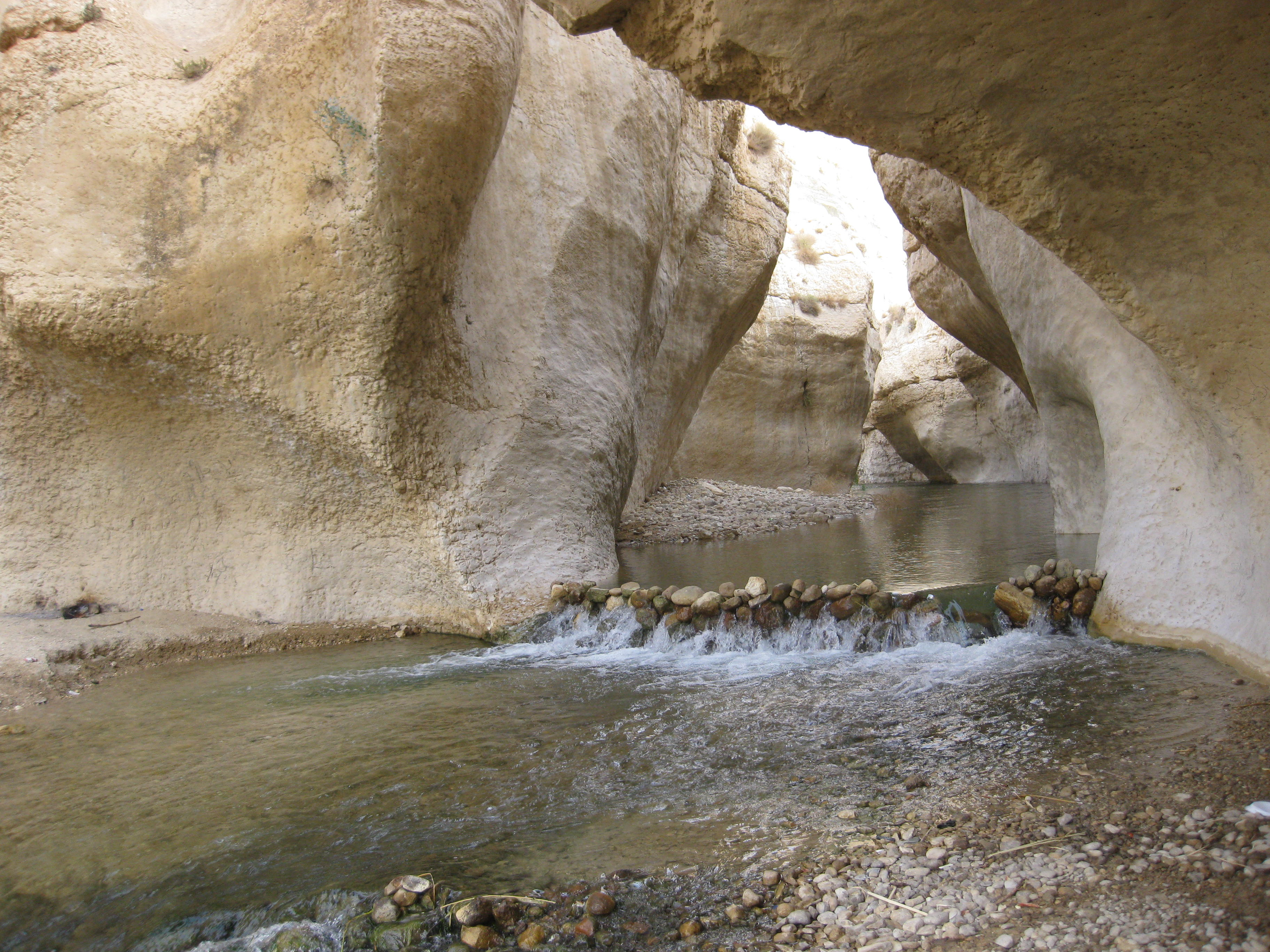
La cascade de calcaire

Le Zered est un oued de l'ouest de la Jordanie. Il est aussi connu en arabe sous le nom de wadi Hasa. C'est le plus méridional des trois principales rivières qui se déversent dans la mer Morte par l'est, les deux autres étant le Yabboq et l'Arnon. Il prend sa source près du village d'El-Hasa et se jette dans la mer Morte à proximité de Tsoar.
Le Zered est mentionné dans la Bible hébraïque comme l'une des étapes des Enfants d'Israël :

« Et nous passâmes le torrent de Zéred. La durée de notre voyage, depuis Kadech-Barnéa jusqu'au passage du torrent de Zéred, avait été de trente-huit ans »

— Deutéronome 2:13-14, parasha Devarim